# Lawrence J. Quirk
Lawrence J. Quirk (* 9. September 1923 in Lynn, Massachusetts; † 17. Oktober 2014 in New York City) war ein US-amerikanischer Schriftsteller, Journalist und Filmhistoriker.

## Leben
Lawrence J. Quirk war der Neffe von James R. Quirk, dem Herausgeber von Photoplay, einem US-amerikanischen Filmmagazin und Begründer der Auszeichnung Photoplay Award. Quirk war auch der Neffe der Brüder William P. Connery und Lawrence J. Connery, Mitglieder des US-Repräsentantenhauses für den Bundesstaat Massachusetts.
Nach dem Dienst als Armeeoffizier im Koreakrieg war Qurik zunächst als Reporter für Zeitungen der Hearst Corporation und als Herausgeber des Filmmagazins Screen Stars tätig. Zu seinen publizistischen Schwerpunkten gehörte die Tätigkeit als Filmkritiker. Seit 1960 veröffentlichte Quirk mehr als dreißig Bücher über Filmschaffende und zur Filmgeschichte. In die Recherchen konnte er seine Freundschaften mit  Schauspielern in Hollywood und seine Kontakte zu Politikern wie beispielsweise zu den Kennedys einbeziehen. Zugleich war Quirk für amerikanische Rundfunk- und Fernsehprogramme tätig.
Quirk starb im Oktober 2014 im Alter von 91 Jahren in Manhattan, NYC an den Folgen einer Lungenentzündung.

## Veröffentlichungen (Auswahl)
- The Films of Ingrid Bergman. Citadel Press, New York 1970
  - Deutsche Ausgabe: Ingrid Bergman und ihre Filme. Aus dem amerikanischen Englisch übersetzt von Marie Margarete Giese. Goldmann, München 1982, ISBN 3-442-10214-6.
- The Films of Paul Newman. Citadel Press, New York 1971
- The Great Romantic Films. Citadel Press, Secancus NJ 1974.
- Films of Frederic March. Citadel Press, Secancus NJ 1974
- Films of Robert Taylor. Citadel Press, Secancus NJ 1975, ISBN 0-8065-0667-9.
- The Films of Warren Beatty. Citadel Press, Secaucus NJ 1979, ISBN 0-8065-0670-9.
- The Films of Gloria Swanson. Citadel Press, Secancus NJ 1984
- Claudette Colbert. Crown Publishers, New York 1985
- mit Nancy Lawrence: The Complete Films of William Holden. Citadel Press, Secaucus NJ 1986, ISBN 0-8065-0987-2.
- The Complete Films of Joan Crawford. Citadel Press, Secaucus NJ 1988, ISBN 0-8065-1078-1.
- The Passionate Life of Bette Davis. Robson Books, London 1990, ISBN 0-688-08427-3.
- mit William Schoell: Joan Crawford. The Essential Biography. University Press, Lexington KY 2002, ISBN 0-8131-2254-6.
- mit William Schoell: The Kennedys in Hollywood. Cooper Square Press 2003.